# Assia Touati
Assia Touati (Sarreguemines, 23 de abril de 1995) es una deportista francesa que compite en natación, especialista en el estilo libre.
Ganó una medalla de bronce en el Campeonato Europeo de Natación de 2021, en la prueba de 4 × 100 m libre. Participó en los Juegos Olímpicos de Tokio 2020, ocupando el octavo lugar en la prueba de 4 × 100 m libre.

## Palmarés internacional
| Campeonato Europeo | Campeonato Europeo | Campeonato Europeo | Campeonato Europeo |
| Año                | Lugar              | Medalla            | Prueba             |
| ------------------ | ------------------ | ------------------ | ------------------ |
| 2021               | Budapest (Hungría) | Medalla de bronce  | 4 × 100 m libre    |